# Matthieu Frédéric Blasius
Frédéric Blasius (24 d'abril de 1758, Lauterbourg - 1829, Versalles) fou un violinista clarinetista, director d'orquestra i compositor francès. Nascut amb el nom de Matthäus (en francès: Matthieu, Mathieu), encara que va utilitzar Frédéric com el seu nom de ploma en les seves publicacions a París.

## Vida i carrera
Blasius va néixer a Lauterbourg, una ciutat a l'extrem nord-est del Regne de França a la frontera de Renània d'Alsàcia. Aquesta ciutat fronterera havia estat fortificada a finals del segle xvii per Lluís XIV de França i va tenir una gran presència militar, entre ells molts músics. Els seus pares eren alemanys. La seva mare, membre de la família Bugard, era de la ciutat del sud de Rin del Schaidt, i el seu pare, Johann Michael Blasius, era de Rastatt, a Baden. El seu pare es guanyava la vida principalment com a mestre sastre, però també era músic i va impartir al seu fill les seves primeres lliçons musicals. El jove Blasius també va rebre lliçons de músics militars; un home conegut com a Herr Stadt i els seus dos germans grans: Johann Peter (en francès: Pierre, nascut a Lauterbourg el 2 de setembre 1752), violinista, i Franz Ignaz (en francès: Ignace, nascut a Lauterbourg l'11 d'abril de 1755), un fagotista. Els seus dos germans també van treballar després a París.
Des de 1780 fins a 1782, Blasius va treballar per al bisbe d'Estrasburg, el príncep Louis-René-Edouard de Rohan. El mestre de capella de la Catedral i Director Municipal de Música d'Estrasburg en aquell moment era Franz Xaver Richter. Richter va ser cofundador de l'Escola de Mannheim i un referent en teoria musical. El 1784, Blasius va traslladar-se a París i aquella primavera va fer el seu debut com a solista de violí i director d'un dels seus propis concerts en el Concert Spirituel. L'actuació va rebre crítiques favorables.

## Obres
Blasius va escriure una sèrie d'obres per a l'escena, així com peces instrumentals per Harmoniemusik (música per a orquestra de vent), concerts amb orquestra i música de cambra amb un èmfasi particular en obres per a violí, clarinet i fagot. També va escriure obres pedagògiques per a clarinet i el fagot. Segons l'historiador de la música Deanne Arkus Klein, algunes composicions de Blasius estaven "influenciades pels músics estrangers que va trobar a Estrasburg i París. El seu Harmoniemusik per a fêtes Revolucionàries va ser especialment ben rebut i els seus quartets de corda, en particular, utilitzaven un equilibri de les parts no habituals a França en aquell moment, quan la virtuositat del primer violí era pràctica habitual".

## Mètode per a clarinet
L'any 1796, Blasius va escriure un tractat sobre les obres de clarinet (Nouvelle methode de clarinette et raisonnement des instruments) que incloïa una taula de digitació per a un instrument de cinc claus construït en cinc seccions: Broquet, barril, dues seccions de forat per al dit, i la campana de valors.